# Wutach (Gemeinde)
Wutach település Németországban, azon belül Baden-Württembergben. Lakosainak száma 1191 fő (2023. december 31.).

## Népesség
A település népessége az elmúlt években az alábbi módon változott:
| Lakosok száma | 1138 | 1182 | 1189 | 1163 | 1136 | 1192 | 1252 | 1239 | 1199 | 1191 |
|               | 1961 | 1967 | 1974 | 1980 | 1987 | 1993 | 2000 | 2006 | 2013 | 2023 |